# Saint-Basile-le-Grand
Saint-Basile-le-Grand è un comune del Canada, situato nella provincia del Québec, nella regione di Montérégie.